# 長野県道77号長野上田線

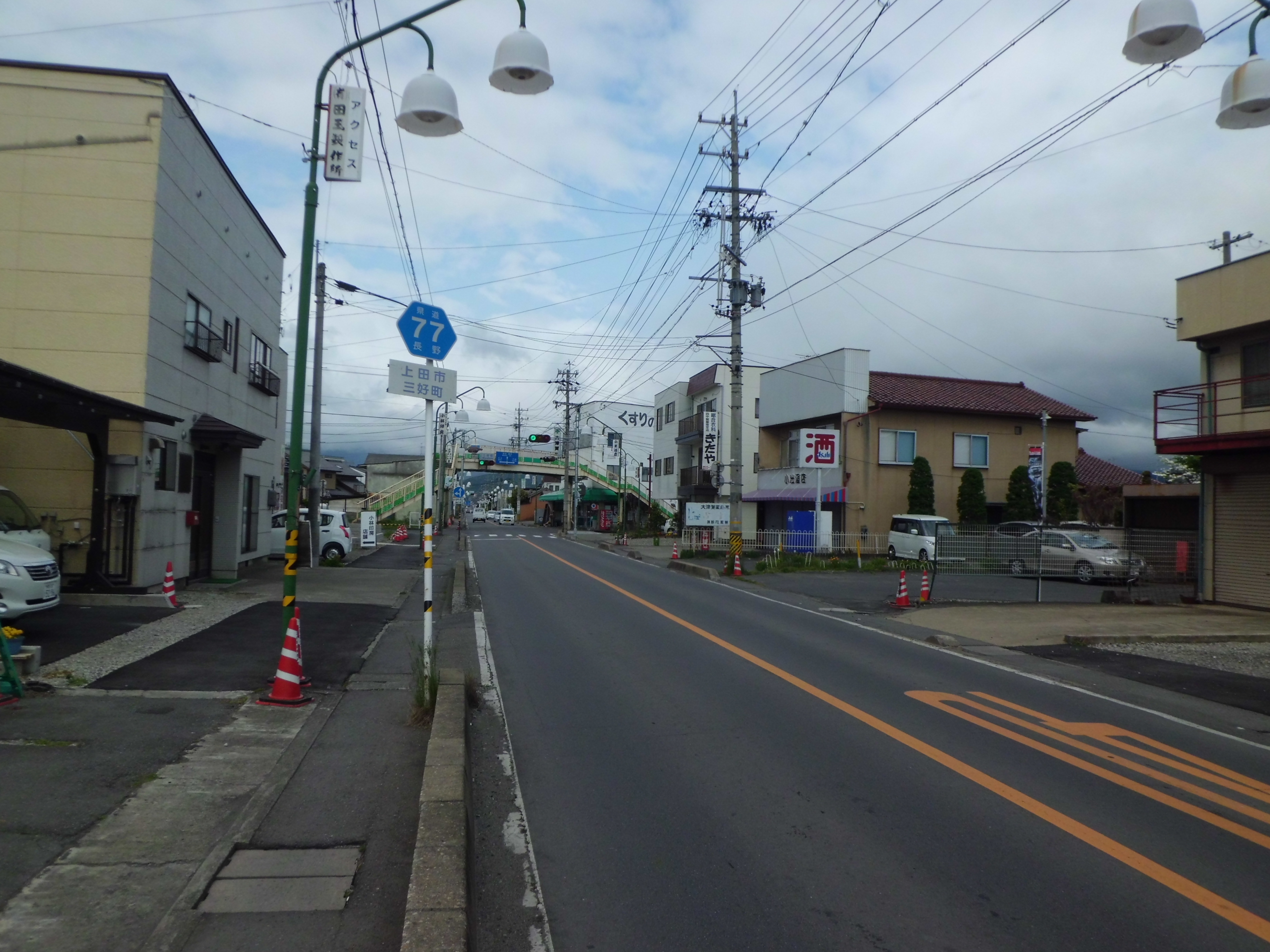
三好町一丁目交差点より西を望む

長野県道77号長野上田線（ながのけんどう77ごう ながのうえだせん）は、長野県長野市から同県上田市に至る主要地方道である。

## 概要
千曲川右岸を通る国道18号（北国街道）に対して、本路線は同川左岸を経て県内第1の都市である長野市と県内第3の都市である上田市とを結ぶ。ほぼ全線が長野県縦断駅伝のコースとなっている。
起点から篠ノ井橋北交差点・ランプまでの区間は国道18号の旧道であり、旧国道・旧18号などと呼ばれている。川中島・篠ノ井地区のメインストリートであり、沿道には商業施設が多く立地しており混雑が激しい。
その先稲荷山を経て、戸倉上山田温泉街を抜けると、塩田平の北端をしばらく進み、中之条交差点で長野県道65号上田丸子線に合流。赤坂交差点で別れ、上田電鉄別所線に沿って上田市街地を目指す。この赤坂交差点から終点までの区間は、2000年（平成12年）に国道143号築地バイパスが開通するまでは同国道との重複区間であった。
千曲川に架かる上田橋を渡ると上田市街地に入る。上田城の下を通り上田駅前で終点となる。

### 路線データ
建設省告示に基づく起終点および経過地は次のとおり。
- 起点 : 長野市（青木島交差点＝国道117号交点）
- 終点 : 上田市中央一丁目（中央一丁目交差点＝国道141号交点）
- 路線延長 : 36 km[要出典]

## 歴史
- 時期不明
長野県道379号丹波島篠ノ井線、長野県道389号篠ノ井稲荷山線、長野県道159号上田稲荷山線の認定。
- 1993年（平成5年）5月11日
建設省（当時）が、県道丹波島篠ノ井線の一部、県道篠ノ井稲荷山線、県道上田稲荷山線を長野上田線として主要地方道に指定[1]。
- 1994年（平成6年）4月1日
長野県が上記3路線を廃止し、新たに長野上田線を認定。
- 2008年（平成20年）7月23日
上田市半過地区（延長0.7km）での長期通行止が始まる。
- 2010年（平成22年）3月6日
力石バイパス（延長1.8km）供用開始[2]。
- 2012年（平成24年）9月6日
力石バイパスに並行する旧道（L=2.0km）の県道区域を解除し[3]、一部分は長野県道339号新田坂城停車場線の区域に編入[4]。
- 2013年（平成25年）10月19日
塩崎バイパス（延長2.97km）併用開始。
- 2020年（令和2年）4月1日
塩崎バイパスに並行する旧道（L=4.5km）の県道区域を解除[5][6]。

## 路線状況

### バイパス
- 塩崎バイパス（しおざきバイパス＝長野市篠ノ井塩崎）
  - 全長：2.97km（篠ノ井橋北交差点・長野市篠ノ井塩崎越南付近間）
  - 幅員：12.0m（車道6.0m・2車線）

1996年（平成8年）頃着工。長野市篠ノ井塩崎（JR稲荷山駅付近）の集落を迂回する道路である。南端は将来的に国道18号坂城更埴バイパスと接続することになり、同バイパスと併せて篠ノ井から上田市まで高規格道路で結ばれるようになる。2013年（平成25年）10月19日開通。
- 力石バイパス（ちからいしバイパス＝千曲市力石）
  - 全長：1.82km（力石北入口交差点・村上北交差点間）
  - 幅員：10.0 - 16.0m（車道6.0 - 6.5m・2車線）

千曲市力石の集落を迂回する道路である。このバイパスにより狭隘区間（1.5車線幅）や力石交差点でのクランクが解消された。なお、千曲市力石〜坂城町上五明の区間は将来的に国道18号坂城更埴バイパスの一部となる。2010年（平成22年）3月6日開通。

### 重複区間
- 国道403号（稲荷山温泉入口交差点・稲荷山交差点間）
- 長野県道55号大町麻績インター千曲線（佐良志奈神社前交差点・女沢橋交差点間）
- 長野県道65号上田丸子線（中之条交差点・赤坂交差点間）

### 道路施設

#### 橋梁
平久保橋
平久保橋（ひくぼばし）は、長野市篠ノ井塩崎にある延長49mの橋。長野市大岡を源流とする聖川に架かる橋である。
上田橋
上田橋（うえだばし）は、上田市御所から同市天神三丁目に至る延長207mの橋。千曲川に架かる橋として上田市最古である。

#### 道の駅
- 上田道と川の駅（上田市）

## 地理

### 通過する自治体
- 長野県
長野市 - 千曲市 - 埴科郡坂城町 - 上田市

### 交差する道路
長野市
- 国道117号 : 青木島交差点（起点）
- 長野県道380号関崎川中島停車場線 : 中氷鉋交差点
- 国道19号（長野南バイパス） : 稲里西交差点
- 長野県道445号川合川中島線 : 南原交差点
- 長野県道86号戸隠篠ノ井線 : 茶臼山公園入口交差点
- 長野県道385号松代篠ノ井線 : 布施高田 / 篠ノ井駅入口交差点
- 長野県道70号長野信州新線・長野県道387号清野篠ノ井停車場線 : 御幣川交差点
- 国道18号（篠ノ井バイパス）・長野県道335号森篠ノ井線 : 篠ノ井橋北交差点

千曲市
- 国道403号（北国西街道） : 稲荷山交差点で重複
- 長野県道340号姨捨停車場線 : 八幡辻交差点
- 国道18号（坂城更埴バイパス） : 八幡上町交差点
- 長野県道338号内川姨捨停車場線 : 大字須坂 - 更級小学校入口交差点で重複
- 長野県道55号大町麻績インター千曲線 : 佐良志奈神社前交差点（女沢橋交差点まで重複）
- 長野県道498号聖高原千曲線 : 城山入口交差点
- 長野県道55号大町麻績インター千曲線 : 女沢橋交差点
- 長野県道339号新田坂城停車場線 : 力石北入口交差点

埴科郡坂城町
- 長野県道160号上室賀坂城停車場線 : 村上交差点

上田市
- 長野県道462号上田千曲長野自転車道線 : 上田千曲長野自転車道入口交差点
- 国道18号（上田坂城バイパス） : 小泉下半過（立体交差）
- 国道143号（築地バイパス） : 下之条交差点
- 長野県道65号上田丸子線 : 中之条交差点 - 赤坂交差点で重複
- 国道143号 : 赤坂交差点
- 長野県道186号上田塩川線 : 三好町交差点
- 長野県道162号上田停車場線 : 上田駅お城口交差点
- 国道141号 : 中央一丁目交差点（終点）

### 沿線

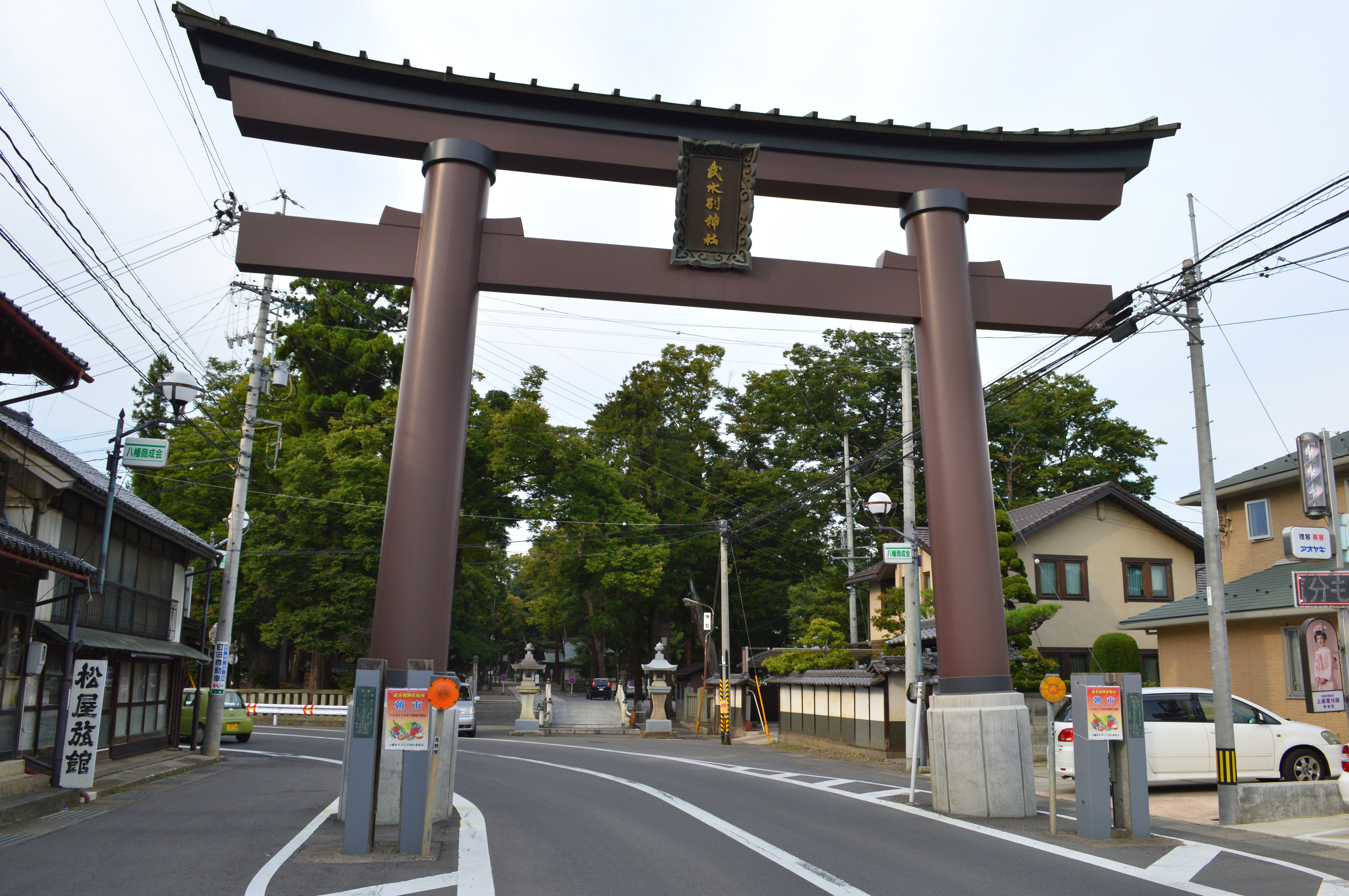
武水別神社の大鳥居

長野市
- 長野南郵便局
- JR今井駅
- 長野県警北信運転免許センター
- JR・しなの鉄道篠ノ井駅
- JR稲荷山駅

千曲市
- 長野県稲荷山養護学校
- 稲荷山温泉
- 武水別神社
- 八幡温泉
- 戸倉上山田温泉
- 長野赤十字病院附属上山田診療所
- 千曲市役所上山田庁舎

埴科郡坂城町
- びんぐしの里公園

上田市
- 半過岩鼻
- 上田古戦場公園
  - 長野県営上田野球場
- 上田電鉄赤坂上駅
- 上田電鉄三好町駅
- 上田電鉄城下駅
- 上田城
- JR・しなの鉄道・上田電鉄上田駅